# 高麗邦彦
高麗 邦彦（こま くにひこ、1953年11月7日 - ）は、日本の裁判官。東京都出身。立教大学法学部卒業。広島高等裁判所部総括判事（刑事第1部）や、千葉家庭裁判所長を務めた。

## 経歴
- 1976年10月 司法試験合格
- 1977年4月 司法修習生（31期）
- 1979年4月 釧路地方裁判所判事補
- 1981年4月 横浜家庭裁判所判事補
- 1984年4月札幌地方裁判所室蘭支部判事補・札幌家庭裁判所室蘭支部判事補
- 1987年4月 東京地方裁判所判事補
- 1990年4月 新潟地方裁判所佐渡支部長・新潟家庭裁判所佐渡支部長
- 1992年4月 東京地方裁判所判事東京高等裁判所判事職務代行
- 1995年4月 札幌高等裁判所判事
- 1997年4月 札幌地方裁判所部総括判事
- 2000年4月 東京高等裁判所判事
- 2004年2月 東京地方裁判所部総括判事（刑事第4部）
- 2008年11月 東京家庭裁判所部総括判事
- 2011年12月 那覇家庭裁判所長
- 2013年7月 那覇地方裁判所長
- 2014年4月 広島高等裁判所部総括判事（刑事第1部）
- 2016年2月 千葉家庭裁判所長
- 2018年11月 定年退官

## 主な裁判
- 男3人と少年に報酬金を払って札幌市職員である夫を暴行させ死なせ、傷害致死罪に問われた妻に対し、懲役5年を言い渡した。妻から依頼された男と実行役の男2人にはそれぞれ懲役4年6月（2000年1月）。
- 西武鉄道による総会屋利益供与事件で商法違反の罪に問われた西武鉄道元専務と元役員2人の計3被告人に対し、懲役1年、執行猶予3年を言い渡した。子会社の西武不動産販売の元社長ら7被告人にも執行猶予付き判決（2004年8月）。
- 村上ファンド事件で村上世彰に懲役2年、罰金300万円、追徴金11億円の実刑判決（2007年7月）。
- 地裁で有罪判決を受けた元中国放送アナウンサー煙石博に控訴棄却判決（2014年12月）。後に最高裁で一、二審ともに判決を破棄されている。

## 著書・論文
- 『共犯の錯誤』（大塚仁、佐藤文哉編『新実例刑法（総論）』所収）（青林書院、2001年2月）